# Trazymach
Trazymach z Chalcedonu (V w. p.n.e.) – filozof grecki, jeden z pierwszych sofistów. Uznany za przedstawiciela immoralizmu.
Definiował sprawiedliwość jako „to, co korzystne dla silniejszego”. Dowodził, że prawa i wartości nie pochodzą ani z natury, ani od bogów, ani z rozumnego ustanowienia, lecz wyrażają jedynie interes tego, kto ma władzę. Twierdził (według relacji Platona zawartej w dziele Państwo), że bogowie nie dbają o sprawy ludzkie. Gdyby było inaczej, nie zapomnieliby o największym z dóbr ludzkich, jakim jest sprawiedliwość, „a wszakże sprawiedliwości nie widzimy u ludzi”. Odrzucał, jako czysto umowne, normy moralne i religijne.